# العلاقات الأفغانية البالاوية
العلاقات الأفغانية البالاوية هي العلاقات الثنائية التي تجمع بين أفغانستان وبالاو.

## مقارنة بين البلدين
هذه مقارنة عامة ومرجعية للدولتين:
| وجه المقارنة                                              | أفغانستان                    | بالاو                         |
| --------------------------------------------------------- | ---------------------------- | ----------------------------- |
| المساحة (كم2)                                             | 652.23 ألف                   | 465                           |
| عدد السكان (نسمة)                                         | 34.94 مليون                  | 21.73 ألف                     |
| الكثافة السكانية (ن./كم²)                                 | 53.57                        | 4.67 ألف                      |
| العاصمة                                                   | كابل                         | نغيرولمود، كورور              |
| اللغة الرسمية                                             | اللغة البشتوية، اللغة الدرية | لغة إنجليزية، اللغة البالاوية |
| العملة                                                    | أفغاني                       | دولار أمريكي                  |
| الناتج المحلي الإجمالي (بليون دولار)                      | 20.82 مليار                  | 291.54 مليون                  |
| الناتج المحلي الإجمالي (تعادل القوة الشرائية) بليون دولار | 62.62 مليار                  | 326.12 مليون                  |
| الناتج المحلي الإجمالي الاسمي للفرد دولار أمريكي          | 594                          | 13.50 ألف                     |
| الناتج المحلي الإجمالي للفرد دولار أمريكي                 | 1.93 ألف                     | 14.76 ألف                     |
| مؤشر التنمية البشرية                                      | 0.479                        | 0.780                         |
| رمز المكالمات الدولي                                      | +93                          | +680                          |
| رمز الإنترنت                                              | .af                          | .pw                           |
| المنطقة الزمنية                                           | ت ع م+04:30                  | ت ع م+09:00                   |

## منظمات دولية مشتركة
يشترك البلدان في عضوية مجموعة من المنظمات الدولية، منها:
| علم المنظمة | اسم المنظمة                        | تاريخ انضمام أفغانستان | تاريخ انضمام بالاو |
| ----------- | ---------------------------------- | ---------------------- | ------------------ |
|             | مؤسسة التنمية الدولية              | 2 فبراير 1961          | 16 ديسمبر 1997     |
|             | الأمم المتحدة                      | 19 نوفمبر 1946         | 15 ديسمبر 1994     |
|             | البنك الدولي للإنشاء والتعمير      | 14 يوليو 1995          | 16 ديسمبر 1997     |
|             | بنك التنمية الآسيوي                | 1966                   | 2003               |
|             | منظمة حظر الأسلحة الكيميائية       | ?                      | ?                  |
|             | مؤسسة التمويل الدولية              | 23 سبتمبر 1957         | 16 ديسمبر 1997     |
|             | وكالة ضمان الاستثمار متعدد الأطراف | 16 يونيو 2003          | 16 ديسمبر 1997     |
|             | يونسكو                             | 4 مايو 1948            | 20 سبتمبر 1999     |

## وصلات خارجية
- موقع وزارة الخارجية الأفغانية